# Subcomandante Marcos
Subcomandante Marcos, atualmente Subcomandante Insurgente Galeano (Tampico, Tamaulipas, 19 de junho de 1957) é o porta-voz do movimento zapatista no sudeste mexicano.
Rafael Sebastián Guillén Vicente (nascido em 19 de junho de 1957) é um insurgente mexicano, ex-líder militar e porta-voz do Exército Zapatista de Libertação Nacional (EZLN) no atual conflito de Chiapas, e um proeminente anticapitalista e anti-neoliberal. Amplamente conhecido por seu nome de guerra inicial Subcomandante Insurgente Marcos (frequentemente abreviado para apenas Subcomandante Marcos), ele adotou posteriormente vários outros pseudônimos: chamou-se Delegado Zero durante a Outra Campanha (2006–2007), Subcomandante Insurgente Galeano (novamente, frequentemente sem o "Insurgente") de maio de 2014 a outubro de 2023, adotando este nome em homenagem a seu camarada José Luis Solís López, cujo nome de guerra era Galeano, também conhecido como "Professor Galeano". Desde outubro de 2023, ele é conhecido como Capitão Insurgente Marcos. Marcos detém o título e posto de Capitão (em inglês "Captain"), e antes disso, Subcomandante (em inglês "Subcommander"), em oposição a Comandante (em inglês "Commander"), pois está sob o comando dos líderes indígenas que constituem o Comando Geral do Comitê Clandestino Revolucionário Indígena do EZLN (CCRI-CG em espanhol).
Nascido em Tampico, Tamaulipas, Marcos formou-se na Faculdade de Filosofia e Letras da prestigiada Universidade Nacional Autônoma do México (UNAM), e lecionou na Universidade Autônoma Metropolitana (UAM) por vários anos no início da década de 1980. Durante esse período, envolveu-se cada vez mais com um grupo guerrilheiro conhecido como Forças de Libertação Nacional (FLN), antes de deixar a universidade e mudar-se para Chiapas em 1984.
O Ejército Zapatista de Liberación Nacional (EZLN) (Exército Zapatista de Libertação Nacional; frequentemente chamado simplesmente de Zapatistas) era o braço local das FLN em Chiapas, fundado na Selva Lacandona em 1983, inicialmente funcionando como uma unidade de autodefesa dedicada a proteger os povos maias de Chiapas de despejos e invasões de suas terras. Embora não fosse maia, Marcos emergiu como líder militar do grupo, e quando o EZLN, agindo de forma independente das FLN, iniciou sua rebelião em 1º de janeiro de 1994, ele atuou como porta-voz.
Conhecido por sua máscara de esqui, cachimbo e personalidade carismática, Marcos coordenou o levante do EZLN em 1994, liderou as subsequentes negociações de paz e desempenhou um papel proeminente ao longo da luta dos Zapatistas nas décadas seguintes. Após o cessar-fogo declarado pelo governo no 12º dia da revolta, os Zapatistas passaram de guerrilheiros revolucionários a um movimento social armado, com o papel de Marcos evoluindo de estrategista militar para estrategista de relações públicas. Ele se tornou o porta-voz dos Zapatistas e sua interface com o público, escrevendo comunicados, realizando coletivas de imprensa, promovendo encontros, concedendo entrevistas, proferindo discursos, organizando plebiscitos, marchas e campanhas, além de duas vezes percorrer o México, tudo para atrair a atenção da mídia nacional e internacional e o apoio público aos Zapatistas.
Em 2001, liderou uma delegação de comandantes Zapatistas até a Cidade do México para levar sua mensagem de promoção dos direitos indígenas ao Congresso mexicano, atraindo ampla atenção pública e midiática. Em 2006, Marcos realizou outra turnê pública pelo México, conhecida como A Outra Campanha. Em maio de 2014, Marcos afirmou que a persona do Subcomandante Marcos era "um holograma" e não existia mais. Muitos meios de comunicação interpretaram a mensagem como a aposentadoria de Marcos como líder militar e porta-voz dos Zapatistas.
Marcos é um escritor prolífico cujos consideráveis talentos literários foram amplamente reconhecidos por escritores e intelectuais proeminentes, com centenas de comunicados e vários livros atribuídos a ele. A maioria de seus escritos são anticapitalistas e defendem os direitos dos povos indígenas, mas ele também escreveu poesia, histórias infantis e contos populares, além de coautorizar um romance policial. Ele foi saudado por Régis Debray como "o melhor escritor latino-americano da atualidade". Traduções publicadas de seus escritos existem em pelo menos 14 idiomas.

## Primeiros anos
Guillén nasceu em 19 de junho de 1957, em Tampico, Tamaulipas, filho de Alfonso Guillén e Maria del Socorro Vicente. Ele foi o quarto de oito filhos. Alfonso, um ex-professor do ensino fundamental, era dono de uma cadeia local de lojas de móveis, e a família é frequentemente descrita como de classe média. Em uma entrevista de 2001 com Gabriel García Márquez e Roberto Pombo, Guillén descreveu sua criação como de classe média e "sem dificuldades financeiras", afirmando que seus pais incentivaram o amor pela linguagem e pela leitura entre seus filhos. Ainda muito jovem, Guillén conheceu e admirou Che Guevara— uma admiração que persistiria ao longo de sua vida adulta.
Guillén frequentou o ensino médio no Instituto Cultural Tampico, uma escola jesuíta em Tampico. Ele estudou na Universidade Nacional Autônoma do México (UNAM) durante uma época em que o Marxismo de Louis Althusser era popular, o que se reflete na tese de Guillén. Ele começou a lecionar na Universidade Autônoma Metropolitana (UAM) enquanto concluía sua dissertação na UNAM e, em algum momento durante esse período, foi apresentado às Forças de Libertação Nacional (FLN). Vários membros-chave do braço chiapaneco das FLN, que mais tarde se tornaria o EZLN, eram empregados na UAM.
Em 1984, ele abandonou sua carreira acadêmica na capital e foi para as montanhas de Chiapas para convencer a população indígena pobre maia a se organizar e lançar uma revolução proletária contra a burguesia mexicana e o governo federal. Após ouvir sua proposta, os chiapanecos "apenas o encararam" e responderam que não eram trabalhadores urbanos, e que, de sua perspectiva, a terra não era propriedade, mas o coração da comunidade.
Há debates sobre se Marcos visitou a Nicarágua nos anos que se seguiram à Revolução Sandinista ocorrida lá em 1979 e, se o fez, quantas vezes e em que capacidade. Rumores indicam que ele o fez, embora nenhum documento oficial (por exemplo, registros de imigração) tenha sido encontrado para atestar isso. Nick Henck argumenta que Guillén "pode ter viajado" à Nicarágua, embora para ele as evidências pareçam "circunstanciais".
A irmã de Guillén, Mercedes Guillén Vicente, é a Procuradora Geral do Estado de Tamaulipas e uma influente integrante do Partido Revolucionário Institucional.

## O nome
Segundo o próprio, "Marcos é o nome de um colega que morreu, e sempre usamos os nomes daqueles que morreram nesta ideia de que um não morre, se a luta continuar". Esta não é uma sigla, como alguns têm sugerido, nas comunidades onde o EZLN primeiro se levantou (Las Margaritas, Altamirano, Rancho Novamente, Comitan, Ocosingo, oxchuc e San Cristobal).
Em maio de 2014 ele comunicou a "morte" do personagem Marcos para dar lugar ao Galeano, nome em homenagem a um zapatista com o mesmo nome assassinado pouco tempo antes

## A sua identidade segundo o governo mexicano
Ele passou sua infância com seus pais em sua casa na colônia Lauro Aguirre, em primeiro lugar e, finalmente, na casa da rua Ébano 205, na Colônia Petrolera. Aproveitava qualquer festa infantil para atuar como mágico. Antes de enviá-lo para a escola primária, seu pai ensinou-lhe a recitar vários poemas. Sofria de asma. Aparentemente, ele era muito próximo de sua avó. Fez o primário no Colégio de Jesus Felix Rougier, administrado pelos Missionários da Santíssima Trindade, entre 1963 a 1969. Cursou o ensino secundário com os jesuítas no Instituto Cultural Tampico, de 1970 até 1976; nesta fase se destacou pela maneira de preparar os seus argumentos em sala de aula. No ensino secundário não só escreveu a propaganda das lojas de móveis para o pai ("Mueblerías Guillen, as do crédito imobiliário"), mas subiu na pick-up da empresa, e ajudou a distribuir móveis e equipamentos eletro-dométicos de casa a casa. Além de viajar muito pelo México, South Padre Island, Orlando, Nova Orleans, Las Vegas e no Canadá com sua família, viajou para a Serra Tarahumara na companhia do irmão Carlos Simon. Juntamente com o seu serviço nas colônias marginais de Tampico, é talvez uma das viagens com o maior impacto no sentido de moldar sua personalidade. Quando passou a viver na cidade para estudar na Faculdade de Filosofia e Letras na UNAM, a muito custo deixou o seu emprego na sua cidade natal, mas assim que o fez, começou a retornar apenas em ocasiões especiais, e os seus períodos de desaparecimento cresceram progressivamente. Desde 1992, nunca mais foi visto em Tampico, ou nos seus arredores. Durante uma breve estadia viveu na Espanha, especificamente em Barcelona, onde trabalhou nas conhecidas lojas de departamento El Corte Inglés.
Formou-se em filosofia pela Universidade Nacional Autónoma do México (UNAM), com a tese Filosofia e educação: práticas discursivas e práticas ideológicas em livros didáticos para o primário. Depois começou a trabalhar como professor na Universidade Autónoma Metropolitana.

## A Revolta Zapatista

### A Estreia de Marcos
Marcos fez sua estreia em 1º de janeiro de 1994, o primeiro dia dos levantes zapatistas de 1994. Segundo Marcos, seu primeiro encontro com o público e a imprensa ocorreu por acaso, ou pelo menos não foi premeditado. Inicialmente, seu papel seria assegurar a sede da polícia em San Cristóbal de las Casas. No entanto, com o ferimento de um subordinado, cuja função era transportar as armas recém-capturadas da delegacia de polícia para a praça central da cidade, onde a maior parte das tropas zapatistas estava reunida, Marcos assumiu o lugar dele e foi para lá. Quando um grupo de turistas estrangeiros se reuniu ao redor de Marcos, o único zapatista que falava inglês presente, outros, incluindo membros da imprensa, juntaram-se à multidão. Marcos passou das 8h às 20h interagindo intermitentemente com turistas, moradores da cidade e repórteres, e concedeu quatro entrevistas.
A partir dessa fagulha inicial, a fama de Marcos ganhou rapidamente atenção em vários meios. Como Henck observa: "Os primeiros três meses de 1994... viram o Subcomandante... conceder 24 entrevistas (ou seja, uma média de duas por semana); e participar de dez dias de negociações de paz com o governo, durante os quais também realizou nove coletivas de imprensa relatando os avanços obtidos..."
Nos meses seguintes, Marcos seria entrevistado por Ed Bradley para o programa 60 Minutes Subcomandante Marcos, CBS News 60 Minutes, seria destaque na revista Vanity Fair O Poeta Rebelde do México. Ele também idealizaria, convocaria e seria o anfitrião da Convenção Nacional Democrática de agosto de 1994, que reuniu 6.000 membros da sociedade civil para discutir como organizar uma luta pacífica visando tornar o México mais livre, justo e democrático.

### A Ofensiva Militar do Governo em Fevereiro de 1995

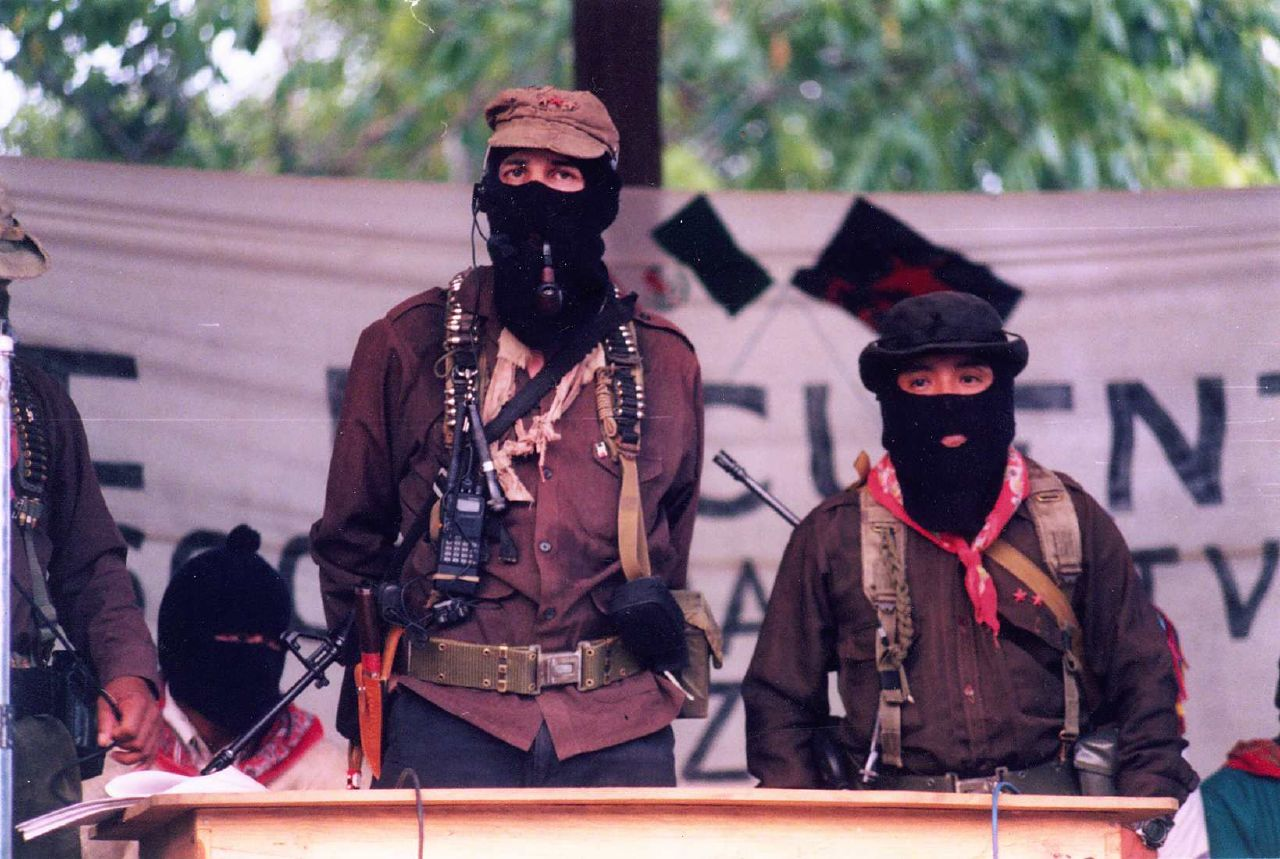
Subcomandante Marcos (de boné) ao lado do comandante Tacho em Chiapas.

No início de 1995, enquanto o Secretário do Interior Esteban Moctezuma tentava, de boa fé, entrar em contato com Marcos e os zapatistas para organizar negociações que visassem trazer paz a Chiapas, o Ministério Público do México (PGR) descobriu a verdadeira identidade do Subcomandante Marcos através de um ex-comandante que se tornou traidor, Subcomandante Daniel (também conhecido como Salvador Morales Garibay).

## Ideário
Nas suas próprias histórias (versões confirmadas pelo governo), Marcos chegou a Chiapas com alguns outros companheiros depois de ter militado nas Forças de Libertação Nacional durante vários anos. Ele chegou a promover a ideologia maoísta, mas o encontro com os movimentos indígenas de Chiapas transformou a sua ideologia, tornando as comunidades indígenas o centro da sua práxis e do seu discurso. O resultado foi mais próximo de teorias pós-modernas/pós-marxistas do que as suas intenções originais. Outras ideias que foram declaradas nos seus discursos e ações estão mais relacionadas com os temas e preocupações do italiano marxista (revisionista) Antonio Gramsci, popular no México, quando ele ainda estudava na universidade.
Desde o início da insurreição, disse à imprensa que o EZLN não era marxista, e tem dito em entrevistas ser "mais influenciado pelo intelectual mexicano Carlos Monsiváis do que por Karl Marx." Além de Emiliano Zapata, também expressou admiração pelo argentino revolucionário Ernesto "Che" Guevara.

## Popularidade
A popularidade de Marcos atingiu seu auge durante os primeiros sete anos do levante zapatista. Um culto à personalidade se desenvolveu em torno do Subcomandante, baseado na premissa romântica de um rebelde enfrentando os poderosos em defesa dos marginalizados da sociedade, acompanhado de uma ampla cobertura da imprensa, às vezes chamada de "Marcos-mania". Como convidado no programa 60 Minutes em março de 1994, Marcos foi retratado como um Robin Hood contemporâneo.

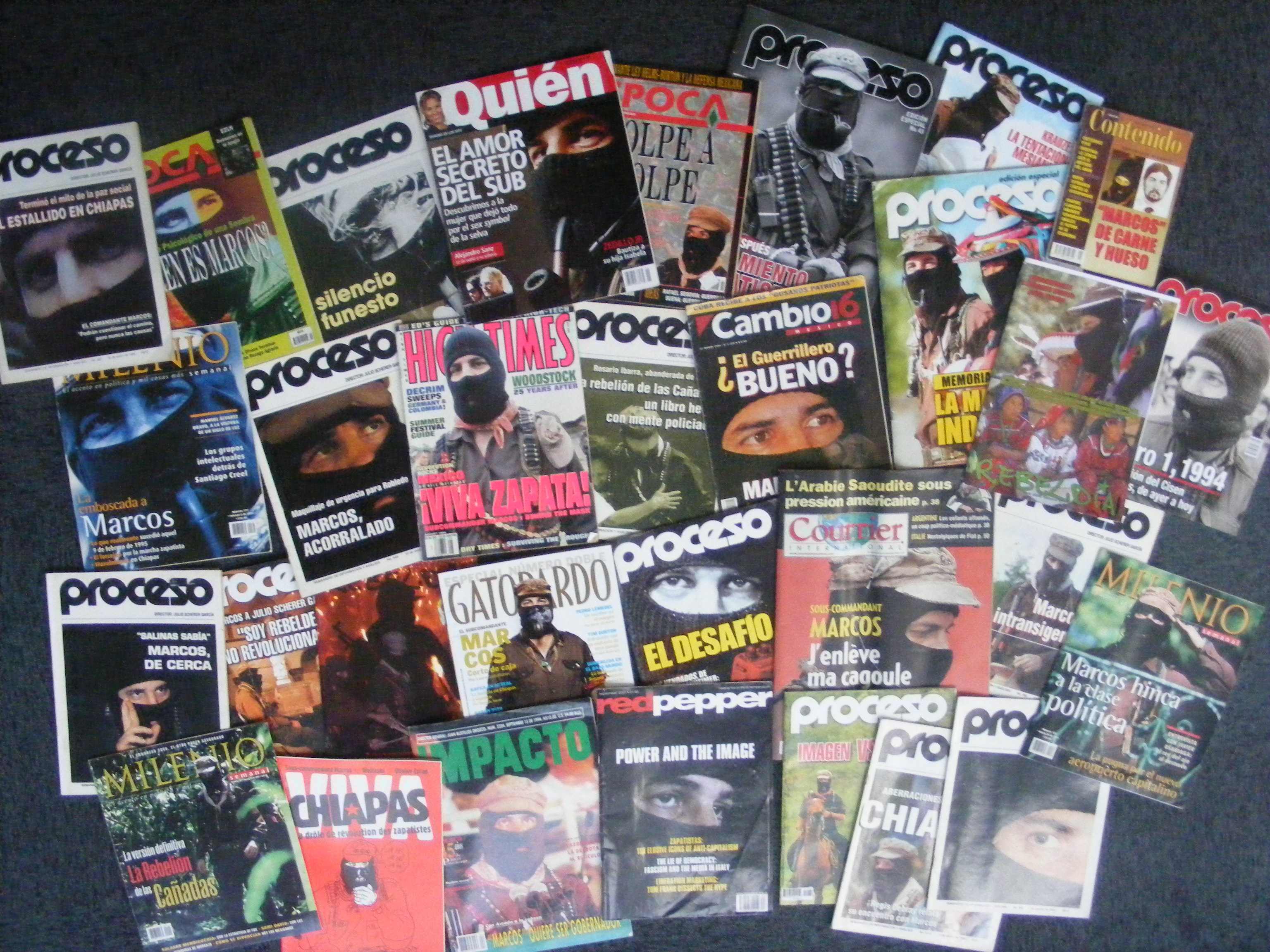
Subcomandante Marcos em capas de revistas variadas

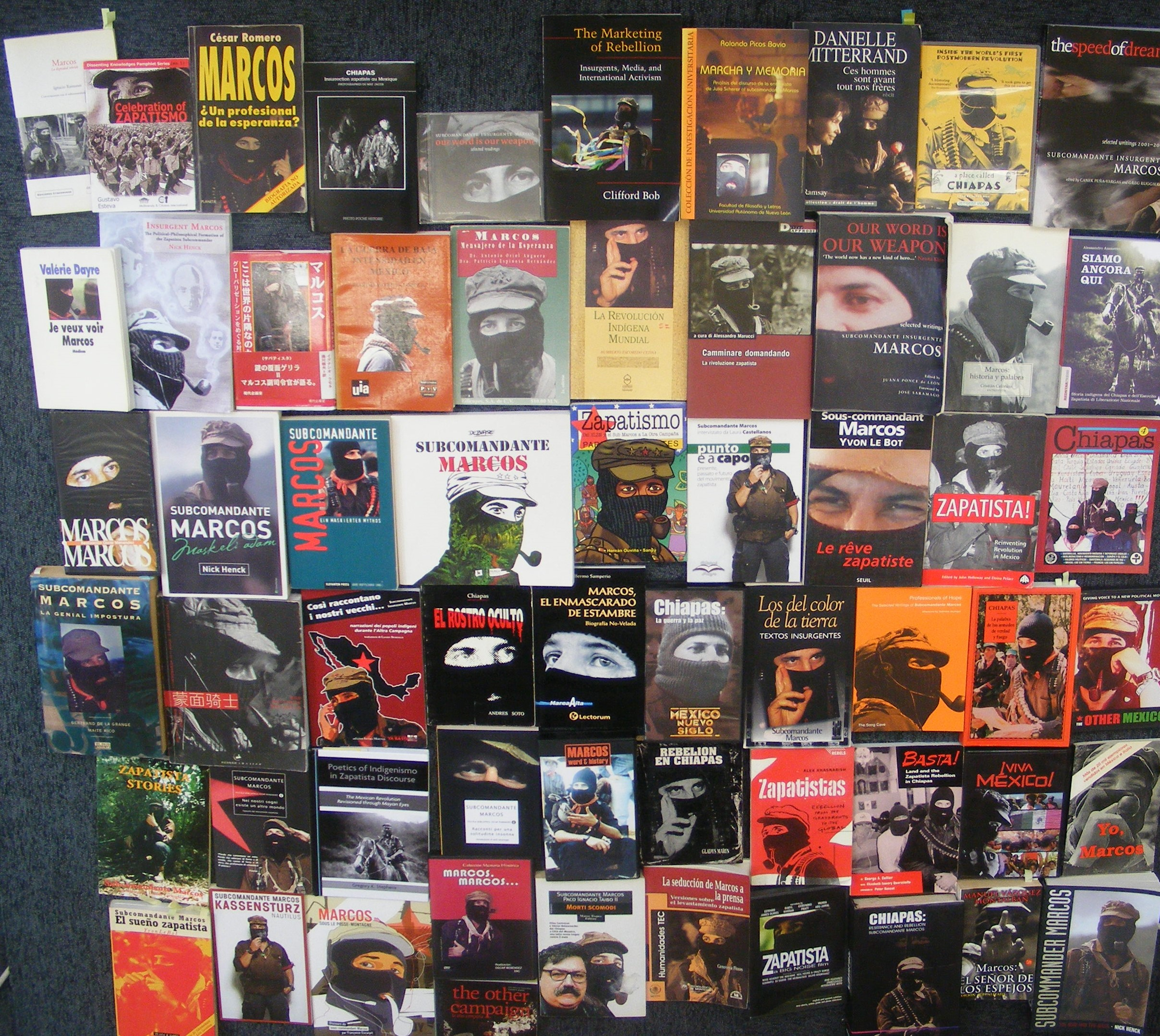
Subcomandante Marcos em capas de livros e DVDs variados

Esse período inicial, de 1994 a 2001, viu repórteres de todo o mundo viajando para entrevistar Marcos e fazer reportagens sobre ele. Ele também foi cortejado por diversas figuras famosas e literatos (como Oliver Stone, Naomi Klein, Danielle Mitterrand, Régis Debray, Manuel Vázquez Montalbán, Juan Gelman, Gabriel García Márquez, José Saramago) e trocou correspondências com intelectuais e escritores renomados (como John Berger, Carlos Fuentes, Eduardo Galeano). Eventos zapatistas presididos por Marcos atraíam milhares de pessoas de todo o mundo, incluindo organizações de mídia, e ele aparecia nas capas de inúmeras revistas, livros e DVDs.
Quando, em fevereiro de 1995, o governo mexicano revelou a verdadeira identidade de Marcos e emitiu um mandado de prisão contra ele, milhares marcharam pelas ruas da Cidade do México gritando: "Somos todos Marcos".
No ano seguinte (1996), houve um aumento na popularidade e na exposição midiática do Subcomandante. Ele foi visitado por Oliver Stone, Danielle Mitterrand e Régis DebrayAP, e atuou como anfitrião no Encontro Intercontinental pela Humanidade e Contra o Neoliberalismo, que reuniu cerca de 5.000 participantes de 50 países, incluindo documentaristas, acadêmicos e repórteres, alguns dos quais publicaram as entrevistas concedidas por Marcos durante o evento.
O Subcomandante também conquistou popularidade entre músicos e bandas. Por exemplo, Rage Against the Machine, a banda mexicana Tijuana No!, o cantor e compositor mexicano Óscar Chávez e o cantor e compositor basco francês Manu Chao expressaram seu apoio a Marcos, e em alguns casos incorporaram gravações de seus discursos em suas músicas ou concertos. Seu rosto aparece na capa do álbum Radio Retaliation do Thievery Corporation.
Marcos experimentou um aumento geral de popularidade em 2006, quando percorreu o México na Outra Campanha. Durante essa jornada de 3,000
-quilômetro (1,864 mi) até a capital, foi recebido por "enormes multidões adoradoras, cantando e assobiando", enquanto "bonecos feitos à mão de Marcos, e seu rosto coberto pela máscara de esqui adornavam camisetas, pôsteres e distintivos".
Em 2011, o historiador mexicano Enrique Krauze escreveu que "Marcos permaneceu popular entre os jovens mexicanos, mas como uma celebridade, não como um modelo".
Em maio de 2014, Marcos fez um discurso diante de vários milhares de espectadores, bem como organizações de mídia independentes, no qual explicou, entre outras coisas, que em 1994 "os de fora [do movimento] não nos viam... o personagem chamado 'Marcos' começou a ser construído", mas chegou um ponto em que "Marcos passou de porta-voz a distração", e assim, convencido de que "Marcos, o personagem, não era mais necessário", os zapatistas decidiram "destruí-lo".
Marcos foi comparado a figuras populares como o herói folclórico da Inglaterra Robin Hood, o revolucionário mexicano Emiliano Zapata, o guerrilheiro argentino Che Guevara, o líder pacifista da independência da Índia Mahatma Gandhi, o ícone anti-apartheid sul-africano Nelson Mandela, e o presidente dos EUA John F. Kennedy na década de 1960, devido à sua "popularidade em praticamente todos os setores da sociedade mexicana".
Marcos é frequentemente creditado por trazer à tona a pobreza da população indígena do México, tanto local quanto internacionalmente. Ele continua atraindo atenção da mídia, sendo visto tanto na companhia de celebridades quanto como uma celebridade em si. Por exemplo, foi fotografado ao lado dos atores mexicanos Gael García Bernal e Ilse Salas em novembro de 2018, e com Diego Luna em dezembro de 2019.

## Escritos filosóficos e políticos
Entre 1992 a 2006, Marcos escreveu mais de 200 dissertações e histórias, e publicou 21 livros, num total de pelo menos 33 edições, documentando amplamente suas perspectivas filosóficas e políticas. Os ensaios e as histórias são recicladas em livros. Marcos tende a preferir expressões indiretas, pois seus escritos são muitas vezes fábulas. Alguns, no entanto, são muito apegados à sua vida cotidiana e são diretos. Numa carta a ETA em janeiro de 2003 terminou com a frase "Eu pouco me importo com as vanguardas revolucionárias de todo o planeta", Marcos disse:
"Vamos ensiná-los [os filhos] que existem tantas palavras como cores, e há tantos pensamentos em si mesmo, porque o mundo está a nascer com ele nas palavras. A existência de diferentes pensamentos e que temos de respeitá-los ... E ensiná-los a falar com a verdade, isto é, com o coração."
Um dos mais conhecidos livros de Marcos, A História das Cores, ilustrado pela artista indígena de Oaxaca Domitila Dominguez, é uma história para crianças (sendo lançado no Brasil pela editora Conrad em 2003). Baseada num mito da criação Maia, ensinou sobre a tolerância e o respeito pela diversidade.
O seu estilo elíptico, irônico e romântico pode ser uma forma de distanciar-se das circunstâncias dolorosas dos relatórios e protestos. Mas, como em qualquer caso, a sua volumosa obra tem uma finalidade, tal como descrito no livro A nossa arma é a nossa palavra.
Em dezembro de 2004 anunciou a publicação do livro Mortos Incômodos - falta o que falta, um romance policial, junto com o escritor Paco Ignacio Taibo II, que foi publicado no formato de fascículos no jornal mexicano La Jornada e consistiu em doze partes (sendo que o Subcomandante Marcos escreveu os capítulos ímpares, e Paco Ignacio Taibo II os capítulos pares), onde existe um delineamento da vida política nacional mexicana, bem como apresenta aspectos das relações sociais em comunidades zapatistas e de seus ideários políticos. O livro primeiramente iria ser escrito por seis mãos, entre Marcos, Paco Ignacio Taibo II e Manuel Vazquez Montalban. Foi publicado na Espanha pela editora Fate em abril de 2005, sendo lançado em 2006 no Brasil pela editora Planeta.

## A Outra Campanha
Em 1º de janeiro de 2006, Marcos, agora Delegado Zero, começou uma turnê em 32 estados mexicanos a fim de promover a Outra Campanha. Nela, buscava ouvir o povo mexicano, tanto os organizados como aqueles que não estão, "todos aqueles a partir de baixo e da esquerda procuram para mudar o estado atual da sociedade, sempre regidos por determinados princípios, tais como: o anticapitalismo, o horizontalismo, a igualdade, entre outros que o próprio movimento irá definir, na sua caminhada."
A natureza desta iniciativa envolve a distância dos três principais partidos políticos do México e dos seus candidatos presidenciais, deixando claro que a proposta de construção de um novo país não está passando pelo apoio a este ou aquele candidato, mas pela luta em si.
"O processo eleitoral já começou e está indo para alguém vir e dizer que o apoio que se eles vão resolver tudo. Viemos para dizer que eles não iam para resolver nada, nem têm que viemos para trazer soluções, mas problemas, e, convidando-nos sair com seus colegas que estão a subir para cima de outras partes do país para a construção do novo México."
No dia 3 de maio de 2006, a polícia municipal de Texcoco tentou expulsar os vendedores de flores do mercado Belisario Domínguez. Habitantes de San Salvador Atenco apoiaram um protesto em Texcoco. Com isso começou um dia de violência que resultou em muitos feridos, dois mortos (Javier Cortés Santiago e Alexis Benhumea), estupro de mulheres, várias centenas de detidos e desaparecidos. Na sequência destes incidentes, Marcos e o EZLN declarou um alerta vermelho e suspendeu indefinidamente a Outra Campanha a fim de lutar pela libertação imediata e incondicional de todos os prisioneiros.

## Obras

### Livros
- Mexico: A Storm and a Prophecy, Westfield, NJ - 1994
- Voice of Fire, Berkeley, CA, New Earth Press - 1994
- Ya basta! Les Insurgés Zapatistes Racontent un An de Révolte au Chiapas, Paris: Éditions Dagorno - 1994
- Ya basta! Vers l'Internationale Zapatiste, Paris: Éditions Dagorno - 1996
- Chiapas: el Sureste en dos vientos, una tormenta y una profecía, Montréal: Éditions Mille et Une Nuits - 1996
- Shadows of Tender Fury, New York: Monthly Review Press - 1996
- La Historia de los Colores, Guadalajara, Mexico: Colectivo Callejero - 1999
- EZLN Communiques: Memory from Below, Oakland, CA: Regent Press - 1999
- Desde las Montañas del Sureste Mexicano, Barcelona: Plaza y Janés Editores - 1999
- Detras de Nosotros Estamos Ustedes, Barcelona: Plaza y Janés Editores - 2000
- El Correo de la Selva, Buenos Aires: Retorica Ediciones - 2001
- Contes Maya, Paris: Éditions L'Esprit Frappeur - 2001
- Questions and Swords, El Paso, TX: Cinco Puntos Press - 2002
- Afganistan por Noam Chomsky, James Petras e Marcos, Buenos Aires: Editorial 21 - 2001
- Relatos Mexicanos Posmodernos por Lauro Zavala, Carlos Monsivais e Subcomandante Marcos, Madrid: Alfaguara, Santillana Ediciones Generales - 2002
- Nuestra Arma es Nuestra Palabra, Toronto: Siete Cuentos Editorial - 2002
- Mundo Global Guerra Global? por Atilio Boron, Joseph E. Stiglitz e Marcos, Buenos Aires: Ediciones Continente - 2002
- Don Durito de la Forêt Lacandone, Lyon: Éditions de la Mauvaise Graine - 2004
- Muertos Incómodos, Miami, FL: Planeta Publishing - 2005
- Conversations with Durito, Brooklyn, NY: Autonomedia - 2006
- The Other Campaign, San Francisco: City Lights Books - 2006

### Livros sobre Marcos e Zapatistas
- Rebellion from the Roots: Indian Uprising in Chiapas por John Ross, Monroe, ME: Common Courage Press - 1995
- Basta! Land and the Zapatista Rebellion in Chiapas por George Allen Collier e Elizabeth Lowery Quaratiello, Oakland, CA: Food First Books - 1995
- Marcos: La Genial Impostura, Madrid: Alfaguara, Santillana Ediciones Generales - 1997
- Le Rêve Zapatiste, Paris, Éditions du Seuil - 1997
- Religión, Política y Guerrilla en Las Cañadas de la Selva Lacandona, Mexico City: Editorial Cal y Arena - 1998
- Rebellion in Chiapas: An Historical Reader, New York: The New Press - 1999
- Marcos: el Señor de los Espejos por Manuel Vázquez Montalbán, Madrid: Aguilar - 1999
- Marcos. La dignité rebelle por Ignacio Ramonet, Paris: Galilée - 2001
- Looking for History: Dispatches from Latin America, New York: Knopf Publishing Group - 2001